# Lionel Charbonnier
Lionel Charbonnier (født 25. oktober 1966 i Poitiers, Frankrig) er en pensioneret fransk fodboldspiller, der spillede som målmand hos Ligue 1-klubben AJ Auxerre samt den skotske storklub Rangers F.C.

## Klubkarriere
Charbonnier startede sin seniorkarriere i 1987, og spillede sine første 11 sæsoner hos klubben AJ Auxerre. Her var han med til at vinde både det franske mesterskab i 1996, samt pokalturneringen Coupe de France i både 1994 og 1996. I 1998 flyttede han til skotske Rangers F.C. Med klubben vandt han både i 1999 og 2000 The Double, mesterskab og pokal.
Charbonnier sluttede i Rangers i 2001, og spillede inden sit karrierestop to sæsoner hos schweiziske FC Sion.

## Landshold
Charbonnier nåede kun at spille en enkelt kamp for Frankrigs landshold, et opgør mod Italien den 27. juni 1999. Inden da var han alligevel blevet verdensmester med holdet ved VM i 1998, da han af træner Aimé Jacquet var blevet udtaget til truppen til slutrunden som tredjemålmand.

## Titler
Ligue 1
- 1996 med AJ Auxerre

Coupe de France
- 1994 og 1996 med AJ Auxerre

Skotsk Premier League
- 1999 og 2000 med Rangers F.C.

Skotsk FA Cup
- 1999 og 2000 med Rangers F.C.

VM i fodbold
- 1998 med Frankrigs landshold